# Лифшиц, Теодор Моисеевич
Теодор Моисеевич Лифшиц (06.01.1920 — 20.03.2005) — российский физик, доктор физико-математических наук (1967), профессор (1970), лауреат премии им. А. С. Попова АН СССР (1968).
Родился 6 января 1920 года в Иркутске.
Окончил физический факультет Иркутского университета (1941).
В 1941—1946 гг. служил в РККА (во время войны — в отдельном инженерно-саперном батальоне 9 инженерно-саперной бригады РГК 18 армии 1 Украинского фронта). Капитан. Награждён орденом Красной Звезды (09.10.1945), двумя орденами Отечественной войны II степени (19.06.1944, 16.08.1944), орденом Отечественной войны I степени (01.08.1986), медалями «За отвагу» (27.06.1943), «За оборону Сталинграда» (22.12.1942), «За победу над Германией».
В 1946—1954 гг. научный сотрудник лаборатории электроники Института автоматики и телемеханики АН СССР.
С 1954 г. зав. лабораторией фотоэлектронных явлений, с 1971 г. зав. отделом, с 1986 г. ведущий научный сотрудник Института радиотехники и электроники АН СССР.
В 1969—1988 по совместительству преподавал и вёл научную работу в МФТИ.
Разработчик электронных умножителей для регистрации корпускулярных и рентгеновского излучений. Исследовал спектральную плотность электрического шума на звуковых и инфранизких частотах. Обнаружил электронную фотоэмиссию в сильных внешних электрических полях.
Один из создателей фототермоионизационной спектроскопии — нового метода спектроскопии примесей в полупроводниках.
Автор более 100 научных публикаций, одного научного открытия, 13 изобретений и одной монографии.
Лауреат премии им. А. С. Попова АН СССР (1968) — за совокупность работ, связанных с исследованием высокочувствительных малоинерционных приемников диапазона волн 0,2—4 мм на основе разогрева электронов в сурмянистом индии.
Сочинения:
- Электронные умножители [Текст] / Н. О. Чечик, С. М. Файнштейн, Т. М. Лифшиц ; Под ред. Д. В. Зернова. — 2-е изд., доп. и перераб. — Москва : Гостехиздат, 1957. — 575 с. : ил.; 23 см.
- Т. М. Лифшиц, «Применение электронных умножителей для счёта элементарных частиц и квантов», УФН, 50:3 (1953), 365—432.